# Église de la Cassine (Bonchamp-lès-Laval)
L'église de la Cassine est une église du premier âge roman de la commune française de Bonchamp-lès-Laval, en Mayenne. Ces vestiges sont situés à trois kilomètres au sud du bourg, à proximité du château de Poligné. Cet édifice interroge par son importance, son architecture et sa fonction qui reste inconnue. Il est inscrit au titre des monuments historiques depuis le 9 janvier 1926.

## Situation
Ruine située à l'entrée d'une ferme, elle est dans une propriété privée. Elle est isolée et aucun habitat ne s'est aggloméré autour depuis sa fondation. Elle est distante de trois cent mètres de la D 21 dont le tracé, à cet endroit, est proche d'un ancien chemin médiéval.  Visible au nord de cette route à la sortie de Forcé vers Laval, elle est, et a toujours été, au sud du territoire de la commune et de la paroisse de Bonchamp-lès-Laval qui s'étirent sur la rive droite de la Jouanne. Cette église est distante à vol d'oiseau de 3 800 mètres pour l'église Saint-Blaise de Bonchamp-lès-Laval et de moins d'un kilomètre pour l'église Saint-Médard de Torcé.

## Histoire
L'absence de sources écrites anciennes, et la rareté de ces sources ensuite, nécessitent de s'appuyer seulement sur l'archéologie et les comparaisons architecturales pour connaitre la date et le contexte de la fondation. Les similitudes avec l'église du Lion-d'Angers et les datations au carbone 14  font remonter sa construction entre le dernier quart du Xe siècle et les deux premières décennies du XIe siècle. Sa dimension, similaire à la future église paroissiale de Bonchamp-lès-Laval, et ses caractéristiques architecturales, retrouvées seulement dans quelques édifices majeurs plus au sud dans la région, montrent l'importance de cette fondation.
La première mention écrite est le testament de Jeanne Ouvrouin, châtelaine de Poligné en 1422 qui mentionne un legs pour réparer cette « chapelle du Saint-Sépulcre ». Le texte suivant de 1549 évoque la destination des offrandes de la Saint Barthélemy le 24 août : la majorité à la prieure d'Avénière dépendante de l'Abbaye du Ronceray d'Angers, le reste aux seigneurs de Poligné et de Forcé. En 1660 l'édifice appartient au domaine de Poligné. Des études et fouilles archéologiques sont effectuées : en 1861 par A.L. David, vers 1878 par L. Garnier, il dresse un plan et met en évidence des sépultures mérovingiennes, en 1988 l'occupation mérovingienne et les sépultures antérieures à l'édification sont confirmées et l'architecture précisée.

## Appellation, dédicace et fonction
La Cassine évoque en vieux français une petite maison.
L'appellation Saint-Sépulcre n'est mentionnée qu'une seule fois en 1422 et évoquerait une fonction de chapelle de cimetière, le texte de 1549 évoque une dédicace à saint Barthélemy. Aucun texte ou usage ultérieur ne confirme ce nom. Si la construction évoque un projet ambitieux, l'abandon ancien, la pauvreté des textes la mentionnant et l'absence d'installation d'une population autour confirment l'échec de cette implantation et de son développement,.
Les spécialistes du XXIe siècle choisissent de parler d'une église et non d'une chapelle en raison de ses caractéristiques architecturales exceptionnelles malgré cet échec.

## Description

### Plan

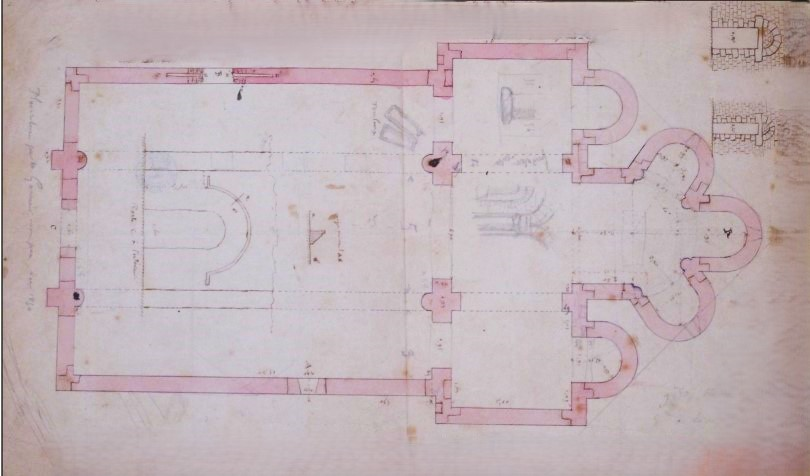
Plan de l'église de la Cassine XIXe siècle A.D. 53 fond Garnier.

L'église est orientée avec une inclinaison au sud de dix degrés. Elle mesure trente mètres sur une largeur maximale de seize mètres.  Elle est constituée d'une nef à trois vaisseaux avec cinq travées, d'un transept peu débordant, un peu plus d'un mètre, avec une absidiole orientale dans l'axe de chaque bas-côté. Le chœur, un peu plus étroit que le vaisseau central de la nef présente trois absides rayonnantes formant un chevet tréflé. Deux contreforts encadrent le portail conservé de la façade occidentale, deux portes complètent les entrées de l'édifice, une sur le mur sud de la nef, dégradée, celle sur le mur nord est remplacée par une large brèche, elle se devine sur les plans du XIXe,.

### Élévation
Une des caractéristiques exceptionnelles de l'édifice est la hauteur des cinq absidioles qui s'élevaient à la hauteur du chœur et de la nef. Les absidioles est et nord ainsi que le mur du chœur s'élèvent encore à plus de dix mètres. Le transept persiste sur quatre mètres et l'angle nord est du croisillon à dix mètres. La nef est plus dégradée et les murs gouttereaux ne s'élèvent plus, au maximum, qu'à cinq mètres. La porte sud a perdu ses jambages mais garde son linteau monolithe en grès roussard et son arc de décharge, l'ornementation exceptionnelle du portail est conservée sur une moitié. Le tympan, à décor réticulé, comporte des claveaux de calcaire blanc échancrés avec l'insertion de demi besans de grès roussard, l'ensemble est entouré de billettes,. Les fenêtres en plein cintre à claveaux des absidioles sont très haut situées. Les absides axiales et nord est ont conservé leur cul-de-four, les caractéristiques des murs de la nef évoquent une couverture en charpente de cette partie de l'église.

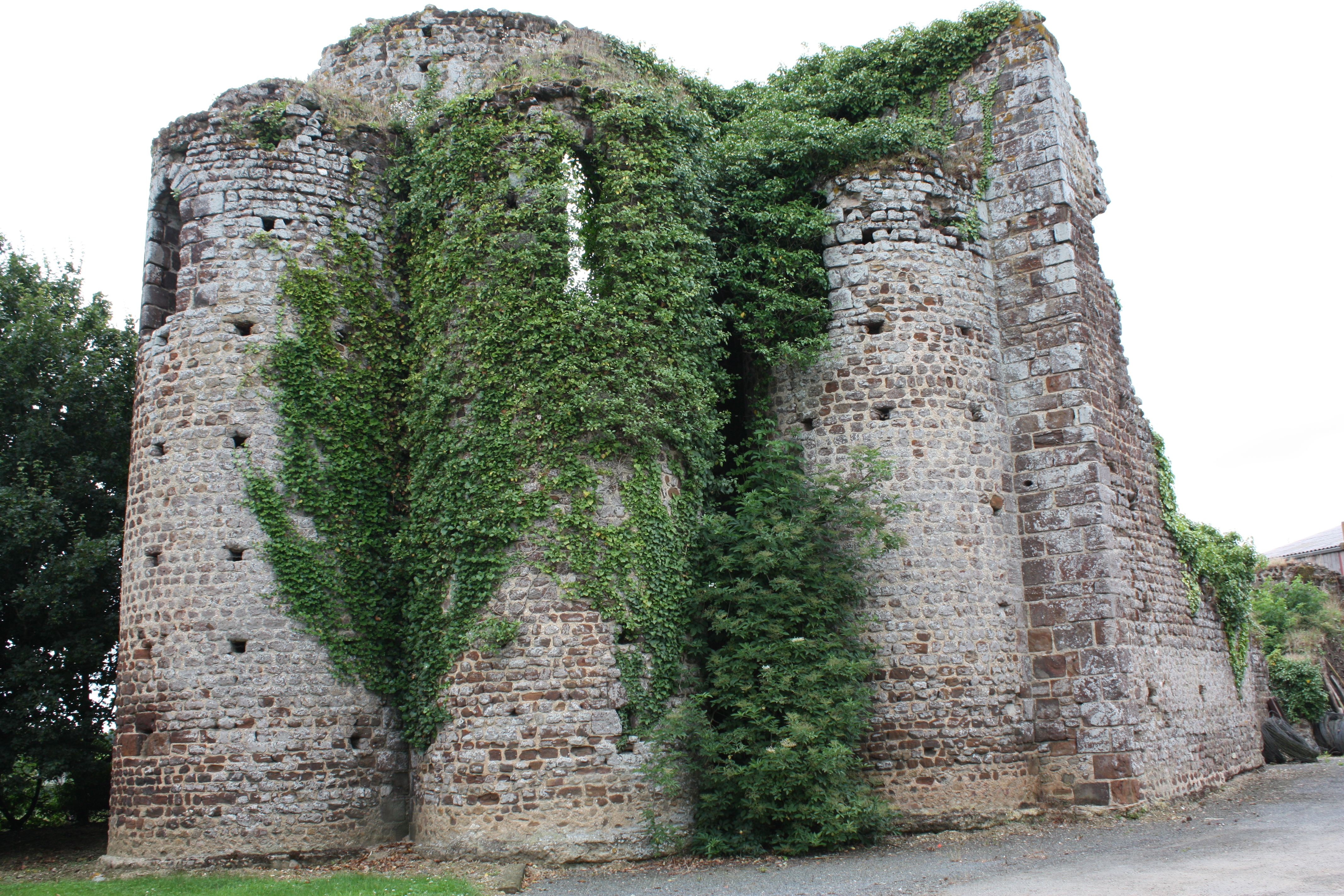
Le chevet.
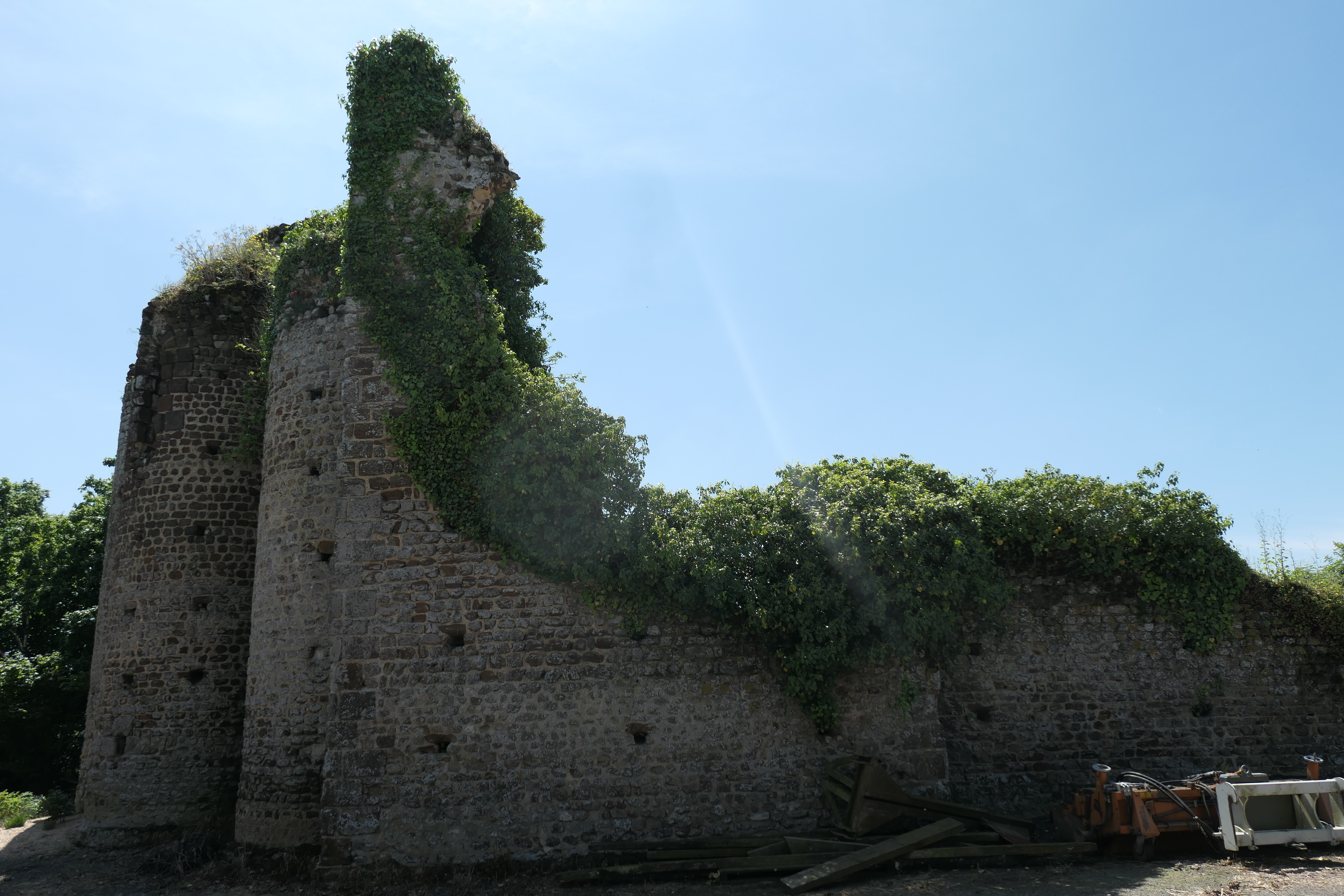
L'angle du croisillon nord.
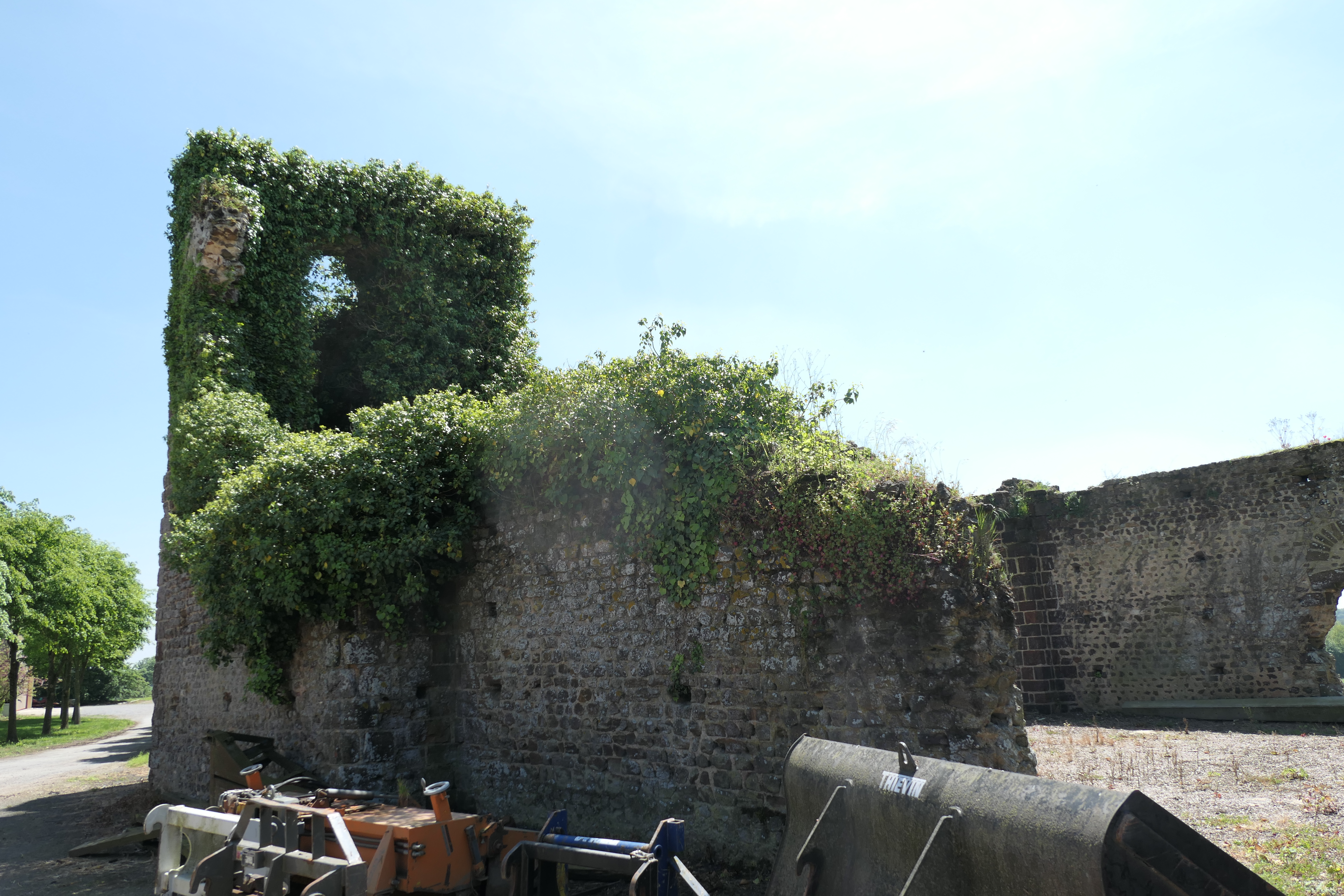
La nef côté mur nord.